# Glirarium

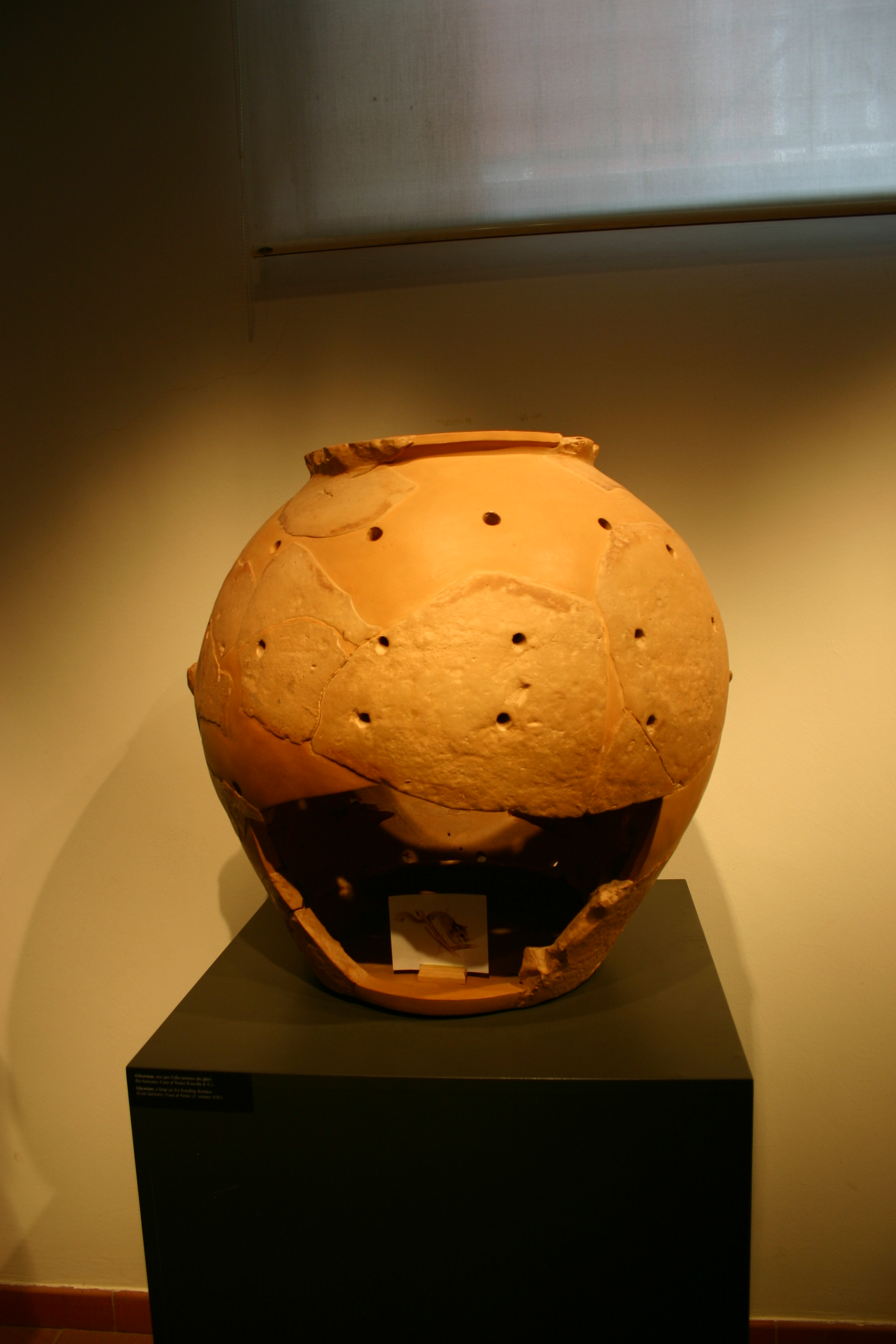
Un glirarium exhibido en el Museo Arqueológico Nacional de Chiusi.

Un glirarium es un recipiente de terracota usado en la Antigua Roma, que fue utilizado para criar lirones destinados al consumo humano. Estos animales fueron considerados un manjar en la época etrusca y más tarde en el Imperio Romano.

## Descripción
El recipiente consiste en una vasija, generalmente de terracota, perforada para permitir la respiración, pulida por dentro para evitar escapes y con una tapa para sellar la parte superior. En el interior hay dos o más estantes colocados contra las paredes de la vasija y agujeros adicionales en el fondo de la vasija, generalmente más numerosos que los de los lados. Al inducir la hibernación a través de la oscuridad y el confinamiento, el glirarium hacía que el lirón engordara.